# 彭锦清
彭锦清（1956年6月—），男，福建霞浦人，中华人民共和国政治人物，曾任中共福建省纪委副书记，福建省人大常委会副主任。